# Alfa Romeo C39
 (juin 2023).
Si vous disposez d'ouvrages ou d'articles de référence ou si vous connaissez des sites web de qualité traitant du thème abordé ici, merci de compléter l'article en donnant les références utiles à sa vérifiabilité et en les liant à la section « Notes et références ».
Chronologie des modèles (2020)
Alfa Romeo C38 Alfa Romeo C41
L'Alfa Romeo C39 est la monoplace de Formule 1 conçue par l'écurie suisse Sauber et engagée sous la dénomination Alfa Romeo Racing Orlen dans le cadre du championnat du monde de Formule 1 2020. Comme en 2019, la monoplace est confiée au Finlandais Kimi Raïkkönen et à l'Italien Antonio Giovinazzi ; le Polonais Robert Kubica est pilote de réserve.

## Création de la monoplace
L'Alfa Romeo C39 est présentée le 19 février 2020.

## Résultats en championnat du monde de Formule 1
| Saison | Écurie                  | Moteur                    | Pneus   | Pilotes            | Courses | Courses | Courses | Courses | Courses | Courses | Courses | Courses | Courses | Courses | Courses | Courses | Courses | Courses | Courses | Courses | Courses | Points inscrits | Classement |
| Saison | Écurie                  | Moteur                    | Pneus   | Pilotes            | 1       | 2       | 3       | 4       | 5       | 6       | 7       | 8       | 9       | 10      | 11      | 12      | 13      | 14      | 15      | 16      | 17      | Points inscrits | Classement |
| ------ | ----------------------- | ------------------------- | ------- | ------------------ | ------- | ------- | ------- | ------- | ------- | ------- | ------- | ------- | ------- | ------- | ------- | ------- | ------- | ------- | ------- | ------- | ------- | --------------- | ---------- |
| 2020   | Alfa Romeo Racing Orlen | Ferrari V6 turbo Tipo 065 | Pirelli |                    | AUT     | STY     | HON     | GBR     | 70e     | ESP     | BEL     | ITA     | TOS     | RUS     | EIF     | POR     | E-R     | TUR     | BAH     | SAK     | ABU     | 8               | 8e         |
| 2020   | Alfa Romeo Racing Orlen | Ferrari V6 turbo Tipo 065 | Pirelli | Kimi Raïkkönen     | Abd.    | 11e     | 15e     | 17e     | 15e     | 14e     | 12e     | 13e     | 9e      | 14e     | 12e     | 11e     | 9e      | 15e     | 15e     | 14e     | 12e     | 8               | 8e         |
| 2020   | Alfa Romeo Racing Orlen | Ferrari V6 turbo Tipo 065 | Pirelli | Antonio Giovinazzi | 9e      | 14e     | 17e     | 14e     | 17e     | 16e     | Abd.    | 16e     | Abd.    | 11e     | 10e     | 15e     | 10e     | Abd.    | 16e     | 13e     | 16e     | 8               | 8e         |

Légende : ici 